# جون مينيسيس
جون مينيسيس (بالإسبانية: John Meneses)‏ هو لاعب كرة قدم كولومبي في مركز حراسة المرمى، ولد في 5 مارس 1984 في Zarzal ‏ في كولومبيا. لعب مع أمريكا دي كالي وديبورتيفو كالي.

## وصلات خارجية
- جون مينيسيس على موقع قاعدة بيانات كرة القدم.إي يو (الإنجليزية)
- جون مينيسيس على موقع Soccerway.com (الإنجليزية)